# 요르단 왕비 라니아
라니아 알 압둘라(아랍어: رانيا العبد الله, 영어: Queen Rania of Jordan, 결혼 전 이름: 라니아 알야신(Rania Al-Yassin), 1970년 8월 31일 ~ )는 요르단의 현 국왕인 압둘라 2세의 왕비이다. 팔레스타인 혈통이며 쿠웨이트 출신이다.